# Olimpiada Języka Rosyjskiego
Olimpiada Języka Rosyjskiego – przedmiotowa olimpiada szkolna z zakresu języka rosyjskiego. Jest jedną z najstarszych polskich olimpiad szkolnych – jej pierwsza edycja odbyła się w 1969.
Zawody podzielone są na 3 części:
- zawody I stopnia (szkolne) – test pisemny lub egzamin ustny (formę eliminacji ustala odpowiedni Komitet Okręgowy)
- zawody II stopnia (okręgowe) – test pisemny oraz egzamin ustny
- zawody III stopnia (centralne) – wypracowanie oraz egzamin ustny

Tematy wypowiedzi ustnych sprawdzają zarówno praktyczną znajomość języka rosyjskiego, jak i wiedzę na temat kultury i historii Rosji.
Laureaci i finaliści olimpiady na świadectwie maturalnym (na poziomie rozszerzonym) otrzymują najwyższą notę z tego przedmiotu i zwolnieni są z jego zdawania. Laureaci najwyższych miejsc otrzymują ponadto prawo startu w międzynarodowej olimpiadzie języka rosyjskiego.
Organizatorem merytorycznym zawodów jest Instytut Rusycystyki Uniwersytetu Warszawskiego. Obok Ministerstwa Edukacji Narodowej tradycyjnym współsponsorem i współorganizatorem tej imprezy jest Stowarzyszenie Współpracy Polska-Wschód. Stanowisko przewodniczącego Komitetu Głównego olimpiady zajmował prof. dr hab. Antoni Semczuk.